# Momoria divisa
Momoria divisa är en insektsart som beskrevs av Carl Stål 1862. Momoria divisa ingår i släktet Momoria och familjen dvärgstritar. Inga underarter finns listade i Catalogue of Life.